# Isfjordosaurus minor
Isfjordosaurus minor Motani, 1999 è un rettile acquatico estinto, presumibilmente appartenente agli ittiosauri. Visse nel Triassico inferiore (circa 248 milioni di anni fa) e i suoi resti fossili sono stati ritrovati nelle isole Svalbard.

## Tassonomia
Questo rettile è noto solo per un omero isolato, che nella forma richiama vagamente quello di un altro rettile marino enigmatico, Hupehsuchus. L'omero è stato ritrovato in terreni del Triassico inferiore sull'isola di Spitsbergen, parte dell'arcipelago delle Svalbard al largo delle coste della Norvegia. La forma insolita dell'omero non permette una classificazione precisa, e non è nemmeno chiaro se effettivamente appartenesse a un ittiosauro primitivo. Il fossile venne descritto inizialmente da Wiman nel 1910, e venne attribuito a una nuova specie dell'ittiosauro Pessopteryx (P. minor). Nel 1999, uno studio di Ryosuke Motani permise di istituire un genere a sé stante, Isfjordosaurus.